# Copa Claro
A Copa Claro minden év februárjában megrendezett tenisztorna férfiak számára Buenos Airesben.
Az ATP 250 Series része, összdíjazása 600 000 dollár. A versenyen 32-en vehetnek részt.
2011 előtt a torna elnevezése Copa Telmex volt.
A mérkőzéseket szabad téri, salakos pályákon játsszák, 1993 óta.

## Győztesek

### Egyéni
| Év        | Győztes             | Ellenfél            | Eredmény          |
| --------- | ------------------- | ------------------- | ----------------- |
| 2013      | David Ferrer        | Stanislas Wawrinka  | 6-4, 3-6, 6-1     |
| 2012      | David Ferrer        | Nicolás Almagro     | 4-6, 6-3, 6-2     |
| 2011      | Nicolás Almagro     | Juan Ignacio Chela  | 6-3, 3-6, 6-4     |
| 2010      | Juan Carlos Ferrero | David Ferrer        | 5-7, 6-4, 6-3     |
| 2009      | Tommy Robredo       | Juan Mónaco         | 7–5, 2–6, 7–6(5)  |
| 2008      | David Nalbandian    | José Acasuso        | 3–6, 7–6(5), 6–4  |
| 2007      | Juan Mónaco         | Alessio di Mauro    | 6–1, 6–2          |
| 2006      | Carlos Moyà         | Filippo Volandri    | 7–6(6), 6–4       |
| 2005      | Gastón Gaudio       | Mariano Puerta      | 6–4, 6–4          |
| 2004      | Guillermo Coria     | Carlos Moyà         | 6–4, 6–1          |
| 2003      | Carlos Moyà         | Guillermo Coria     | 6–3, 4–6, 6–4     |
| 2002      | Nicolás Massú       | Agustín Calleri     | 2–6, 7–6 (5), 6–2 |
| 2001      | Gustavo Kuerten     | José Acasuso        | 6–1, 6–3          |
| 1996-2000 | elmaradt            | elmaradt            | elmaradt          |
| 1995      | Carlos Moyà         | Félix Mantilla      | 6–0, 6–3          |
| 1994      | Àlex Corretja       | Javier Frana        | 6–3, 5–7, 7–6(3)  |
| 1993      | Carlos Costa        | Alberto Berasategui | 3–6, 6–1, 6–4     |

### Páros
| Év        | Győztesek                           | Ellenfelek                              | Eredmény          |
| --------- | ----------------------------------- | --------------------------------------- | ----------------- |
| 2013      | Simone Bolelli / Fabio Fognini      | Nicholas Monroe / Simon Stadler         | 6-3, 6-2          |
| 2012      | David Marrero / Fernando Verdasco   | Michal Mertiňák / André Sá              | 6-4, 6-4          |
| 2011      | Oliver Marach / Leonardo Mayer      | Franco Ferreiro / André Sá              | 7-6(6), 6-3       |
| 2010      | Horacio Zeballos / Sebastián Prieto | Simon Greul / Peter Luczak              | 7-6(4), 6-3       |
| 2009      | Marcel Granollers / Alberto Martín  | Nicolás Almagro / Santiago Ventura      | 6–3, 5–7, [10–8]  |
| 2008      | Agustín Calleri / Luis Horna        | Werner Eschauer / Peter Luczak          | 6–0, 6–7(6), 10–2 |
| 2007      | Sebastián Prieto / Martín García    | Rubén Ramírez Hidalgo / Albert Montañés | 6–4, 6–2          |
| 2006      | František Čermák / Leoš Friedl      | Vasilis Mazarakis / Boris Pašanski      | 6–1, 6–2          |
| 2005      | František Čermák / Leoš Friedl      | José Acasuso / Sebastián Prieto         | 6–2, 7–5          |
| 2004      | Lucas Arnold Ker / Mariano Hood     | Federico Browne / Diego Veronelli       | 7–5, 6–7(2), 6–4  |
| 2003      | Mariano Hood / Sebastián Prieto     | Lucas Arnold / David Nalbandian         | 6–2, 6–2          |
| 2002      | Gastón Etlis / Martín Rodríguez     | Simon Aspelin / Andrew Kratzmann        | 3–6, 6–3, 10–4    |
| 2001      | Lucas Arnold Ker / Tomás Carbonell  | Mariano Hood / Sebastián Prieto         | 5–7, 7–5, 7–6(5)  |
| 1996-2000 | elmaradt                            | elmaradt                                | elmaradt          |
| 1995      | Vince Spadea / Christo Van Rensburg | Jiří Novák/ David Rikl                  | 6–3, 6–3          |
| 1994      | Sergio Casal / Emilio Sánchez       | Tomás Carbonell / Francisco Roig        | 6–3, 6–2          |
| 1993      | Tomás Carbonell / Carlos Costa      | Sergio Casal / Emilio Sánchez           | 6–4, 6–4          |